# Odznaka Kościuszkowska
Odznaka Kościuszkowska Lenino-Berlin 1943-1945 – polskie państwowe odznaczenie wojskowe ustanowione w 1946.
Odznaka była przyznawana żołnierzom 1 Warszawskiej Dywizji Piechoty im. Tadeusza Kościuszki (w składzie Polskich Sił Zbrojnych w ZSRR, później Ludowego Wojska Polskiego) biorącym udział podczas II wojny światowej w bojach na froncie wschodnim od bitwy pod Lenino w październiku 1943 do walk o Berlin w maju 1945.
W późniejszym okresie wizerunek Odznaki Kościuszkowskiej przyjęto dla odznaki pamiątkowej 1 Warszawskiej Dywizji Zmechanizowanej im. Tadeusza Kościuszki. 